# Jörgen Bracker
Jörgen Bracker (* 19. Dezember 1936 in Braunschweig) ist ein deutscher Historiker, Archäologe und Autor historischer Romane.

## Leben
Nach dem Abitur an der Domschule Schleswig studierte Bracker Klassische Archäologie, Alte Geschichte, Vor- und Frühgeschichte in Marburg, Kiel und Münster und promovierte 1965 in Münster mit einer Arbeit Die Bildnisse Kaiser Gordians III. nach einer neuen ikonographischen Methode. Anschließend war er als Kustos und Oberkustos am Römisch-Germanischen Museum Köln Ausgrabungsleiter und bei der Neugestaltung des 1974 eröffneten Museumsneubaus tätig, bevor er 1976 zum Professor und Direktor des Museums für Hamburgische Geschichte berufen wurde. Zum Jahresende 2001 wurde er pensioniert.
Bracker publizierte zahlreiche wissenschaftliche Artikel in Zeitschriften, Museumskatalogen und Sachbüchern zur Geschichte Hamburgs und der Hanse. Nach der Pensionierung schrieb er historische Romane: Zeelander, der Störtebekerroman, Die Reliquien von Lissabon, Störtebekers Vermächtnis und den historischen Kriminalroman Hinter der Nebelwand. 2015 folgte der Roman 'Spielmanns Fluch'. 2018 erschienen die ersten beiden Bände der Roman-Trilogie zu Claus Störtebeker unter dem Titel Genannt Claus Störtebeker und Furor Maris. Gespenstische Lissabonreise. Er ist Ehrenmitglied der Deutschen Seefahrtsgeschichtlichen Kommission (DSK) und Mitglied der Hamburger Autorenvereinigung (HAV).

## Veröffentlichungen (Auswahl)
- (mit Michael North): Maler der See. Marinemaler in dreihundert Jahren. Sammlung Peter Thamm. Koehler, Herford 1980, ISBN 3-7822-0241-4.
- (Hrsg.): Friedensbewegungen in Vergangenheit und Gegenwart. Vorträge zu einem Colloquium im Museum für Hamburgische Geschichte, 2. bis 4. April 1985. Museum für Hamburgische Geschichte 1985.
- (Mitarb.): Mit Ansgar beginnt Hamburg. Katholische Akademie Hamburg 1986.
- Hamburg. Von den Anfängen bis zur Gegenwart. Wendemarken einer Stadtgeschichte. Kabel, Hamburg 1987, ISBN 3-8225-0043-7.
- (Hrsg.): Bauen nach der Natur – Palladio. Die Erben Palladios in Nordeuropa; Begleitband zur Sonderausstellung im Museum für Hamburgische Geschichte, 30. Mai bis 31. August 1997. Museum für Hamburgische Geschichte 1997, ISBN 3-7757-0694-1.
- (Hrsg.): Die Hanse – Lebenswirklichkeit und Mythos. 3. Aufl. Schmidt-Römhild, Lübeck 1999, ISBN 3-7950-1232-5.
- (Hrsg.): Gottes Freund – aller Welt Feind. Von Seeraub und Konvoifahrt; Störtebeker und die Folgen. Museum für Hamburgische Geschichte 2001, ISBN 3-9805772-5-2.
- Zeelander. Der Störtebeker Roman. Murmann, Hamburg 2005, ISBN 3-938017-42-2.